# Synarsis biroi
Synarsis biroi is een vliesvleugelig insect uit de familie van de Ceraphronidae. De wetenschappelijke naam van de soort is voor het eerst geldig gepubliceerd in 1936 door Szelenyi.